# Allennig (album)
Allennig is de naam van een theatertour en het eerste solo-muziekalbum van Daniël Lohues.

Het is het Nedersaksische woord voor Alleen.
Het album verscheen naar aanleiding van de gelijknamige theatertour. Deze tour vond plaats tussen 21 januari 2006 en 2 april 2006.

## Tracklist van het album
1. Allennig
2. Anders wa'k der bleben
3. Beste Koningin,
4. Moordlied
5. Pries de dag nie veur 't aobend is
6. Ha'k mar 'n gitaar
7. Annelie (voor dit lied ontving Lohues verschillende prijzen)
8. Deurrieden tot an de streep
9. Anja de vreemdgangster
10. De kerke
11. H. Christoffel
12. De ganzenkoning
13. Erica